# Jagdfliegerführer Bretagne
Jagdfliegerführer Bretagne war ab dem 1. September 1943 die Bezeichnung einer Dienststellung bzw. einer Kommandobehörde auf Brigadeebene der deutschen Luftwaffe im Zweiten Weltkrieg. Ihre Hauptaufgabe war die Luftraumverteidigung gegen westalliierte Einflüge in das deutschbesetzte Nordwestfrankreich.

## Geschichte
Die Kommandobehörde des Jagdfliegerführers Bretagne wurde am 1. September 1943 im französischen Rennes aufgestellt. In dieser Zeit war Frankreich, seit dem Ende des Westfeldzugs 1940, vom Deutschen Reich besetzt. Der Name der Kommandobehörde leitete sich von der Bretagne ab, einer Region in Nordwestfrankreich, die auch das Einsatzgebiet darstellte.  
Die Kommandobehörde war während der gesamten Zeit ihres Bestehens dem II. Jagdkorps der Luftflotte 3 unterstellt und wurde von Oberstleutnant, später Oberst Erich Mix geführt. Am 31. August 1944, nachdem die alliierte Landung in der Normandie gelang und sich die Deutschen aus der Bretagne zurückziehen mussten, wurde die Kommandobehörde aufgelöst.

## Unterstellte Verbände
| Verbände am 6. Juni 1944 | Flugzeuge | Flugzeuge | Flugzeugtypen                                                                       | Liegeplatz | Lage                 |
| Verbände am 6. Juni 1944 | Soll      | Ist       | Flugzeugtypen                                                                       | Liegeplatz | Lage                 |
| III./Jagdgeschwader 2    | 40        | 2 5 20    | Focke-Wulf Fw 190A-5 Focke-Wulf Fw 190A-6 Focke-Wulf Fw 190A-7 Focke-Wulf Fw 190A-8 | Fontenay   | 46.4416667 0.7958333 |
| Insgesamt                | 40        | 29        |                                                                                     |            |                      |

Anmerkungen
1. ↑  Sollstärke nach Kriegsausrüstungsnachweis
2. ↑  Iststärke (die tatsächlich in der Einheit vorhandenen Flugzeuge)